# Intonation (Musik)
Intonation bezeichnet in der Musik verschiedene Vorgänge und Tätigkeiten.

## Intonation in der Ensemblemusik
Mit Intonation wird in der Praxis des Musizierens die Feinabstimmung in der Tonhöhe bezeichnet. Sängerinnen und Sänger und die Spieler mancher Instrumente können durch genaues Aufeinanderhören Quinten, Quarten und vor allem Terzen abweichend von der gleichstufigen Stimmung rein erklingen lassen. Je besser dies gelingt, umso besser ist der Klang.
Im folgenden Beispiel ist zu erkennen, dass die diatonischen und chromatischen Halbtonschritte des Basses durch Anpassungen an den Akkord ermöglicht werden.
Akkorde des Passus duriusculus hier nach W.A. Mozart: Misericordias Domini, d-Moll (KV 205 a).
| Info zur Audio-Datei | In der reinen Stimmung sind die diatonischen Halbtöne und chromatischen Halbtöne (übermäßigen Primen) im Bass die Intervalle: | c → h 112 Cent h → b 092 Cent b → a 112 Cent a → as 71 Cent as → g 112 Cent |
|                      | Info zur Audio-Datei |                                                                             |

### Detonieren – Distonieren
Vor allem im Chorgesang ist zu beobachten, dass zum Beispiel nach dem Gesang ein Musikstück zu tief oder zu hoch endet. Bei zu tiefer Intonation spricht man von Detonieren und bei zu hoher Intonation von Distonieren. Das betrifft auch Blas- und bundlose Saiteninstrumente (dazu gehören viele Streichinstrumente, aber auch manche Zupfinstrumente, wie zum Beispiel E-Bässe ohne Bünde).
Im Chorgesang wird oft einseitig das Thema der Kommarückungen als Ursache fürs Detonieren angeführt. Die Ursachen sind jedoch vielschichtig und sind neben den Unterschieden zwischen den Stimmungssystemen u. a. auch in gesangstechnischen Problemen sowie mangelnder Achtsamkeit für Schwierigkeiten wie Tonwiederholungen, Piano-Stellen, Abwärtsbewegungen usw. usf. begründet. Auch zurückhaltendes und ängstliches Singen können Ursachen fürs Detonieren sein.

### Saiteninstrumente mit Bünden
Bei Bundinstrumenten wie der Gitarre bezeichnet man den Grad der durch die Anordnung der Bünde erreichten Tonhöhengenauigkeit als Bundreinheit (siehe auch Oktavreinheit). Bei einigen Bundinstrumenten wie den Gamben oder Lauten sind die Bünde traditionell nicht fest angebracht, so dass der Musiker verantwortlich für die Intonation ist. Diese kann er durch moderates Verschieben der Bünde und teilweise auch durch eine leichte Modifikation der Fingerhaltung beeinflussen.

### Digitale Instrumente
Bei digitalen Instrumenten besteht häufig die Möglichkeit, verschiedene Stimmungen, Tonsysteme, Lautstärken und Klangfarben zu wählen. In der Regel wird die Tonhöhe und der Klang hier durch präzise quarzgesteuerte, integrierte Schaltkreise kontrolliert, so dass es zu keinen ungewollten Abweichungen der Intonation kommt. Die entsprechenden Parameter des Klanges können oft auch über die sogenannte digitale Schnittstelle für Musikinstrumente (MIDI) eingestellt und auf das Instrument übertragen werden.

## Herrichten eines Instruments als Klangfarben- und Lautstärkeausgleich
Vor allem bei Tasteninstrumenten, bei denen für jeden Ton ein separater Tonerzeuger (in der Regel Saiten oder Pfeifen) existiert, bedeutet Intonation die Angleichung von Lautstärke und Klangfarbe der Tonerzeuger untereinander. Dies geschieht durch Eingriffe am Tonerzeuger oder der dazugehörigen Mechanik wie dem Hammer beim Klavier oder beim Labium der Orgelpfeife. Die Intonation ist in der Regel Aufgabe des Instrumentenbauers und wird einmalig beim Bau oder erneut bei einer Generalüberholung des Instruments durchgeführt. Aufgrund der Vielzahl von Registern und Pfeifen, die einzeln intoniert werden müssen, ist das Intonieren von Orgeln besonders aufwendig.

## Intonation als Teil eines Musikstücks
Intonation kann auch eine kurze Einleitung eines Musikstückes bezeichnen. Beim gregorianischen Gesang etwa eine vom Vorsänger ausgeführte Einleitung oder auch ein kurzes Orgelvorspiel vor einem Gemeindelied (siehe auch Liturgisches Orgelspiel).

## Intonation in der Musikwissenschaft
Intonation ist ein Begriff, der aus dem Gebiet der Sprache in die Musikwissenschaft übernommen wurde (siehe auch Intonation (Sprachwissenschaft)). In der sowjetischen Musikwissenschaft wird er im Sinne von Boris Assafjews Konzeption von der intonationsmäßigen Natur der Musik behandelt. Die Intonation wird als Grundlage der musikalischen Ausdruckshaftigkeit und der sinnvollen musikalischen Aussage betrachtet, die gleichzeitig die Eigenheiten verschiedener nationaler oder personeller Stile ausprägt. Die Grundlagen der Intonationslehre wurden vom russischen Musikwissenschaftler Boleslaw Jaworski (1877–1942) gelegt und von Assafjew weiterentwickelt.
Der Begriff Intonation bezeichnet in der russischen Musikpädagogik und Musikwissenschaft auch eine kleine sinnvolle melodische Floskel. Etwa folgende Redewendungen sind möglich: „Intonation der aufsteigenden Quarte“, „Intonation der elegischen Sexte“, „aktive Intonation“, „klagende Intonation“, „rufende Intonation“, „Seufzerintonation“,  „Intonation der Auferstehung“ (im Sinne eines Leitmotivs). Aber auch Stilelemente können damit bezeichnet werden „Intonationen der Massenlieder“, „Die Intonationen des bürgerlichen Salons der Epoche des Modernismus“ etc.